# Öcsöd
Öcsöd är en ort i Ungern.   Den ligger i provinsen Jász-Nagykun-Szolnok, i den centrala delen av landet, 120 km sydost om huvudstaden Budapest. Öcsöd ligger 81 meter över havet och antalet invånare är 3 730.
Terrängen runt Öcsöd är mycket platt. Runt Öcsöd är det ganska tätbefolkat, med 52 invånare per kvadratkilometer. Närmaste större samhälle är Szarvas, 12,0 km öster om Öcsöd. Trakten runt Öcsöd består till största delen av jordbruksmark.